# Skellefteå landsförsamling
Skellefteå landsförsamling är en församling i Skellefte kontrakt i Luleå stift. Församlingen ligger i Skellefteå kommun i Västerbottens län. Ingår från 1 januari 2014 i Skellefteå pastorat.

## Administrativ historik
Församlingen bildades omkring 1320 genom utbrytning ur Bygdeå församling under namnet Skellefteå församling. Namnändring till det nuvarande skedde 1 maj 1913.
På 1320-talet utbröts Piteå landsförsamling och omkring 1400 utbröts Lövångers församling, 1606 utbröts Burträsks församling, 1811 inrättades Norsjö kapellag som sedan 1834 utbröts som Norsjö församling, 1 maj 1838 utbröts Ytterstfors bruksförsamling (som dock åter införlivades i Skellefteå landsförsamling 1866); 1 maj 1875 utbröts Byske församling, 1 maj 1913 utbröts Skellefteå stadsförsamling, 1922 utbröts Bureå församling, 1933 utbröts Kågedalens församling och 1962 Bolidens församling.
1 november 1957 delades församlingen på två kyrkobokföringsdistrikt, nämligen Skellefteå landsförsamlings kbfd (241401) med en areal av 848,42 km², varav 814,86 km² land och med 12 759 invånare (invånare den 31 december 1956) samt Bolidens kbfd (241402) med en areal av 176,60 km², varav 170,00 km² land och 3 972 invånare (invånare den 31 december 1956). Uppdelningen upphörde 1 januari 1962 då Bolidens kbfd bildade församlingen med samma namn och det kvarvarande kyrkobokföringsdistriktet upplöstes.

### Gränsändringar efter 1880
Församlingens gränser ändrades flera gånger (årtal avser den 1 januari det året om inget annat anges):
- 7 december 1883 - Enligt beslut den 7 december 1883 rättades en oregelbundenhet mellan Skellefteå landsförsamling och Burträsks församling rörande byn Sidbergsliden eller Sidberget, där invånarna tillhörde Skellefteå landsförsamling (och var med och betalade lönen för landsförsamlingens prästerskap) men varit såsom åtnjutande så kallad kyrkorätt i Burträsks församling (efter Konsistorii resolution den 9 april 1818) varit upptagna i Burträsks husförhörslängd. Enligt beslutet skulle denna oregelbundenhet upphöra och invånarna kyrkoskrivas i Skellefteå landsförsamling. Byn hade 11 invånare den 31 december 1880.[7][8]
- 1 maj 1913 - Enligt beslut 22 november 1912 utbröts ur församlingen Skellefteå stad för att bilda en egen församling och eget pastorat.[9]
- 1916 - Enligt beslut den 8 oktober 1915 överfördes från församlingen till Skellefteå stadsförsamling större delen av Norrböle municipalsamhälle (som samtidigt upplöstes). Området hade 482[10] invånare.[9][11]
- 1917 - Enligt beslut den 26 maj 1916 överfördes från församlingen till Skellefteå stadsförsamling vissa områden med 162 invånare vid Skellefteå nya hamn vid Kallholmsfjärden, nämligen delar av hemmanen 11/64 mantal Ytterursvik nr 2, 3/8 mantal Ytterursvik nr 4 och 1/4 mantal Ytterursvik nr 6 med tillhörande lägenheter, omfattande en areal av 3,20 kvadratkilometer, samt tillhörande vattenområde.[9][12]
- 1922 - Enligt beslut den 22 november 1912 och 17 december 1920 utbröts vissa hemman och lägenheter i södra delen av församlingen för att bilda Bureå församling. Den nya församlingen hade 5 142 invånare den 31 december 1921 och omfattade hemmanen Bergfors södra, Bureå n:r 1-8, Burvik n:r 1-8, Bäck n:r 1-11, Bölesvik, Falmark n:r 1-5, Hedåker, Hjöggböle n:r 1-9, Holmsvattnet n:r 1 och 2, Häggnäs, Häggdal, Istermyrliden, Kroknäs, Ljusvattnet, Långbacka, Sandviken, Sidberg eller Sidbergsliden, Sidtorp, Storön, Viksdal, Viksmyran, Yttervik n:r 1-7 jämte några lägenheter, fiskerier och överloppsmarker.[13][9][14]
- 1929 - Enligt beslut den 9 december 1927 överfördes från församlingen till Skellefteå stadsförsamling vissa områden av hemmanen Böle n:r 5, 7, 10, 11 och 12 samt Morön n:r 1, jämte därinom belägna vägar samt vattenområde av Skellefteå älv. Områdena hade 332 invånare.[13][15]
- 1933 - Enligt beslut den 1 december 1916 och den 30 augusti 1932 utbröts den norra delen av församlingen (omfattande en areal av 314,60 km², varav 308,50 km² land, och med 4 495 invånare) för att bilda Kågedalens församling. Den nya församlingen omfattade hemmanen Bastuliden norra, Bastuträsk, Björkdal, Brännberg, Brännkläppen, Bäckfors, Djupgrovan, Eriksdal, Eriksliden, Ersmark n:r 1-15, Falkliden, Gran, Granå, Gråliden, Grånäset, Hedlunda, Häbberfors, Häbberslid, Högdalen, Höglund, Kusliden n:r 1-2, Kusmark n:r 1-23, Kvarnforsliden, Kågeträsk n:r 1-5, Norrberget, Norrbäck, Nydal, Nyheden, Olovsberg, Rönnberget, Sandfors, Slyberg, Storkåge n:r 1-24, Storselet, Strömsgård och Västbäck jämte åtskilliga lägenheter, fiskerier och kronoparker.[13][16][17]
- 1941 - Enligt beslut den 30 mars 1940 överfördes från församlingen till Skellefteå stadsförsamling vissa områden omfattande en areal av 11,43 km², varav 10,37 km² och med 1 782 invånare. En del av det överförda området, omfattande 3,98 km² varav 3,02 km² land (och samtliga av invånarna) hade tillhört Skelleftestrands municipalsamhälle.[18][19]
- 1949 - Enligt beslut den 12 mars 1948 överfördes från församlingen till Byske församling vissa obebodda områden omfattande en areal av 24,50 km², varav 24,48 km² land.[20]
- 1952 - Enligt beslut den 30 mars 1951 överfördes från församlingen till Skellefteå stadsförsamling, dels Skelleftestrands municipalsamhälle (omfattande 18,90 km², varav 18,76 km² land och med 4 851 invånare den 31 december 1950), dels de norr och öster därom belägna delarna av byarna Hedensbyn, Risön, Bergsbyn, Morön, Furunäs, Innersursvik, Yttersursvik, Tuvan och Boviken (omfattande en areal av 65,85 km², varav 65,23 km² land och med 25 invånare den 31 december 1950).[20]
- 1960 - från församlingen överfördes till Bureå församling ett obebott område (Anderstorp) med en areal av 0,11 km² land, varav allt land.[5]
- 1962 - ur församlingen utbröts Bolidens kbfd, omfattande en areal av 177,32 km² land och med 4 020 invånare, för att bilda Bolidens församling.[6]
- 1964 - till församlingen överfördes från Norsjö församling ett obebott område omfattande en areal av 0,39 km² land och i motsatt riktning ett obebott område omfattande en areal av 0,39 km² land.[6]

### Pastorat
Församlingen utgjorde till 1 maj 1838 ett eget pastorat med undantag av tiderna mitten av 1300-talet till början av 1400-talet då den var moderförsamling i pastoratet Skellefteå och Lövånger, och från 1811-1834 då den var pastorat med Norsjö kapell. Från 1 maj 1838 till 1 maj 1875 var församlingen moderförsamling i pastoratet Skellefteå och Ytterstfors bruksförsamling. Från 1 maj 1875 till 1922 utgjorde församlingen ett eget pastorat. Från 1 januari till 1 maj 1922 moderförsamling i pastoratet Skellefteå och Bureå. Från 1 maj 1922 till 1 maj 1933 moderförsamling i pastoratet Skellefteå och Kågedalen. Från 1 maj 1933 till 2014 utgjorde församlingen ett eget pastorat.
Från 2014 ingår församlingen i Skellefteå pastorat.

## Areal
Skellefteå landsförsamling omfattade den 1 januari 1976 en areal av 821,2 km², varav 790,9 km² land.

## Befolkningsutveckling
| Befolkningsutvecklingen i Skellefteå landsförsamling 1805–2015 | Befolkningsutvecklingen i Skellefteå landsförsamling 1805–2015 | Befolkningsutvecklingen i Skellefteå landsförsamling 1805–2015 | Befolkningsutvecklingen i Skellefteå landsförsamling 1805–2015 | Befolkningsutvecklingen i Skellefteå landsförsamling 1805–2015 |
| --- | -------------------------------------------------------------- | -------------------------------------------------------------- | -------------------------------------------------------------- | -------------------------------------------------------------- |
| |                                                                |                                                                |                                                                |                                                                |
| År |                                                                |                                                                | Folkmängd                                                      |                                                                |
| 1805 | 1805                                                           |                                                                | 7 280                                                          |                                                                |
| 1810 | 1810                                                           |                                                                | 7 141                                                          |                                                                |
| 1820 | 1820                                                           |                                                                | 8 442                                                          |                                                                |
| 1830 | 1830                                                           |                                                                | 10 829                                                         |                                                                |
| 1840 | 1840                                                           |                                                                | 11 453                                                         |                                                                |
| 1850 | 1850                                                           |                                                                | 13 788                                                         |                                                                |
| 1860 | 1860                                                           |                                                                | 16 245                                                         |                                                                |
| 1870 | 1870                                                           |                                                                | 18 388                                                         |                                                                |
| 1880 | 1880                                                           |                                                                | 15 702                                                         |                                                                |
| 1890 | 1890                                                           |                                                                | 18 288                                                         |                                                                |
| 1900 | 1900                                                           |                                                                | 21 033                                                         |                                                                |
| 1910 | 1910                                                           |                                                                | 23 778                                                         |                                                                |
| 1920 | 1920                                                           |                                                                | 25 016                                                         |                                                                |
| 1930 | 1930                                                           |                                                                | 22 865                                                         |                                                                |
| 1935 | 1935                                                           |                                                                | 21 671                                                         |                                                                |
| 1940 | 1940                                                           |                                                                | 19 589                                                         |                                                                |
| 1945 | 1945                                                           |                                                                | 20 282                                                         |                                                                |
| 1950 | 1950                                                           |                                                                | 15 976                                                         |                                                                |
| 1955 | 1955                                                           |                                                                | 16 502                                                         |                                                                |
| 1960 | 1960                                                           |                                                                | 17 034                                                         |                                                                |
| 1965 | 1965                                                           |                                                                | 13 311                                                         |                                                                |
| 1970 | 1970                                                           |                                                                | 14 820                                                         |                                                                |
| 1975 | 1975                                                           |                                                                | 18 173                                                         |                                                                |
| 1980 | 1980                                                           |                                                                | 19 154                                                         |                                                                |
| 1985 | 1985                                                           |                                                                | 19 384                                                         |                                                                |
| 1990 | 1990                                                           |                                                                | 19 498                                                         |                                                                |
| 1995 | 1995                                                           |                                                                | 20 055                                                         |                                                                |
| 2000 | 2000                                                           |                                                                | 19 959                                                         |                                                                |
| 2005 | 2005                                                           |                                                                | 20 171                                                         |                                                                |
| 2010 | 2010                                                           |                                                                | 20 365                                                         |                                                                |
| 2015 | 2015                                                           |                                                                | 20 529                                                         |                                                                |
| Anm: Norsjö församling redovisas separat från och med 1820; Jörns församling från 1840; Byske församling från 1880; Skellefteå stadsförsamling från 1920; Bureå församling från 1930; Kågedalens församling från 1935. För åren 1805-1945: befolkning enligt folkräkning 31 december enligt den administrativa indelningen den 1 januari följande år. 1950 avser befolkning enligt folkräkning den 31 december enligt den administrativa indelningen den 1 januari 1952. 1960-1970 avser befolkning enligt folkräkning den 1 november enligt den administrativa indelningen den 1 januari följande år. För åren 1955 samt 1975-2015: befolkning 31 december enligt den administrativa indelningen den 1 januari följande år. Sedan 1 januari 2016 sker inte folkbokföring per församling och därmed kan det hända att vissa personer inte ingår i församlingens folkmängd då de är skrivna på den fiktiva fastigheten På kommunen skriven som inte delas upp på församlingsnivå då de inte kunnat folkbokföras på en särskild befintlig fastighet. Den totala befolkningen i Svenska kyrkans församlingar är därför något lägre än den totala befolkningen i riket. |                                                                |                                                                |                                                                |                                                                |

## Kyrkor
- Skellefteå landsförsamlings kyrka
- Anderstorps kyrka, Skellefteå
- Mobackenkyrkan
- Sunnanå kyrka
- Sörböle kyrka